# Albert Lloyd George Rees
Pour les articles homonymes, voir Rees.
Albert Lloyd George Rees (15 juin 1916-14 août 1989) est un physicien et chimiste australien connu pour ses travaux en chimie physique,,.

## Biographie

### Études
Il obtient un BSc de chimie à l'université de Melbourne en 1938 tout en travaillant à mi-temps comme assistant de laboratoire à partir de 1934 sur les problèmes de spectroscopie optique. Il est admis à l'Imperial College London en 1939 où il travaille pendant la Seconde Guerre mondiale sur les gaz de combat, travaux contenus dans son PhD soutenu en 1941.

### Carrière
Il travaille d'abord sur les tubes cathodiques dans les laboratoires de recherche de Philips au Royaume-Uni.
Il retourne en Australie au Commonwealth Scientific and Industrial Research Organisation dans le nouveau laboratoire de chimie physique où il s'intéresse à la structure des protéines et divers problèmes de physique du solide, de structure moléculaire et la mise au point de techniques instrumentales. En 1958 ce laboratoire grandit et devient le laboratoire David Rivett qu'il quittera en 1978.
Après cette date il occupe un poste au Defence Science and Technology Group (en) et est membre d'un comité de l'eau du gouvernement de l'état de Victoria. Il s'occupe également jusqu'en 1986 des établissements d'enseignement supérieur de cet état.

## Reconnaissance
- Fellow du Royal Australian Chemical Institute (en) : médailles Rennie Memorial Medal (en) (1945), Smith (1951) et Leighton (1970)[1].
- Membre de l'Académie australienne des sciences (1954)[4] où il s'occupe du National Committee for Pure and Applied Chemistry de 1954 à 1965[1].
- Chevalier de l'Ordre de l'Empire britannique (1978).

L'Académie Australienne des Sciences a fondé la Lloyd Rees Lecture.